# Hieronymusia
Hieronymusia là một chi thực vật có hoa trong họ Saxifragaceae.